# Bradford Washburn
Henry Bradford Washburn Jr. (7 de junio de 1910-10 de enero de 2007) fue un explorador, montañero, fotógrafo y cartógrafo extraordinario. Fue director del Museo de la Ciencia de Boston desde 1939 a 1980 y fue director Honorario a partir de 1985.

## Biografía
Nacido en Cambridge, Massachusetts, realizó estudios universitarios en la Universidad de Harvard. Posteriormente, volvió a la misma universidad para conseguir el doctorado en Geología y Geografía en 1960.
Washburn fue conocido por sus exploraciones en cuatro áreas. 
1. El montañismo. Washburn Jr. fue un importante montañista estadounidense entre los años 1920 y 1950, realizando primeras ascensiones y abriendo nuevas rutas en los picos más importantes de Alaska, frecuentemente con su mujer Barbara Washburn, una de las pioneras del montañismo femenino.
2. Fue pionero en el uso de fotografía aérea para el análisis de montañas y para planear expediciones. Sus miles de fotos en blanco y negro, la mayor parte de montañas y glaciares de Alaska, son muy conocidas por ser ricas en el detalle además de ser muy artísticas.
3. Fue responsable de algunos de los mapas exclusivos de algunas regiones montañosas del mundo; su mapa del Denali (antes monte McKinley) y el del monte Everest son probablemente los más notables.
4. Por último, su gestión en Museo de la Ciencia de Boston al que convirtió en un museo de clase mundial. Hay que destacar algunos de sus trabajos más brillantes y, en particular, el mapa y, posteriores trabajos sobre la elevación y geología del Everest fueron realizados en los años 1970 y 1980.

Washburn reunió muchos premios y galardones a lo largo de su carrera incluyendo nueve doctorados honoríficos, el Premio Centennial de la National Geographic Society (compartido con su mujer Bárbara, la primera mujer que escaló el Monte McKinley) y la medalla al mérito del Rey Alberto.
Washburn murió de un ataque al corazón el 10 de enero de 2007 a la edad de 96 años, en Lexington, Massachusetts. Además de su mujer, dejó un hijo y dos hijas..

## Ascensiones más importantes en Alaska
- 1933: Pointed Peak, Montañas de San Elías
- 1934: Monte Crillon, Mount Fairweather, Montañas de San Elías
- 1937: Monte Lucania, Montañas de San Elías
- 1938: Monte Marcus Baker, cordillera Chugach
- 1938: Monte Sanford, Wrangell Mountains
- 1940: Monte Bertha, Mount Fairweather, Montañas de San Elías
- 1941: Monte Hayes, Cordillera de Alaska
- 1944: Monte Deception, Cordillera de Alaska
- 1945: Monte Silverthrone, Cordillera de Alaska
- 1947: McGonagall Mountain, Cordillera de Alaska
- 1951: Ruta de West Buttress Route en Monte McKinley, Cordillera de Alaska
- 1951: Kahiltna Dome, Cordillera de Alaska
- 1955: Monte Dickey, Cordillera de Alaska